# Tumulus van Yernawe
De Tumulus van Yernawe is een Gallo-Romeinse grafheuvel bij Yernawe in de Belgische gemeente Saint-Georges-sur-Meuse in de provincie Luik. De heuvel ligt ten noorden van Yernawe aan de Rue du Tumulus.
De heuvel heeft een diameter van 46 meter en is 10 meter hoog. De heuvel ligt op 40 meter van de weg en de kegel heeft een volume van 10.000 kubieke meter.
In 1881 vonden er opgravingen plaats door G. de Looz, maar het rapport ging verloren.
Boven op de heuvel staat er een kapelletje.

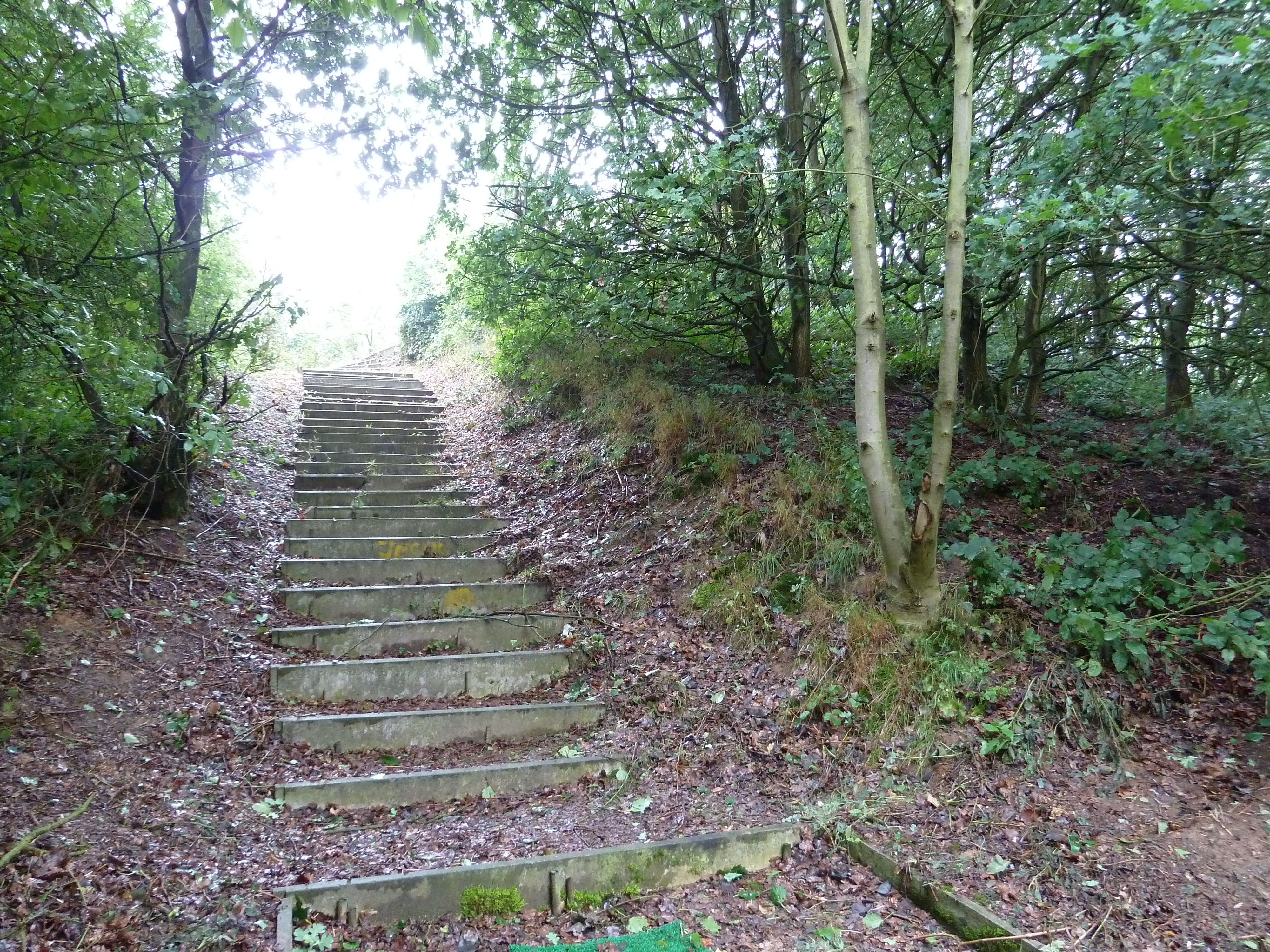
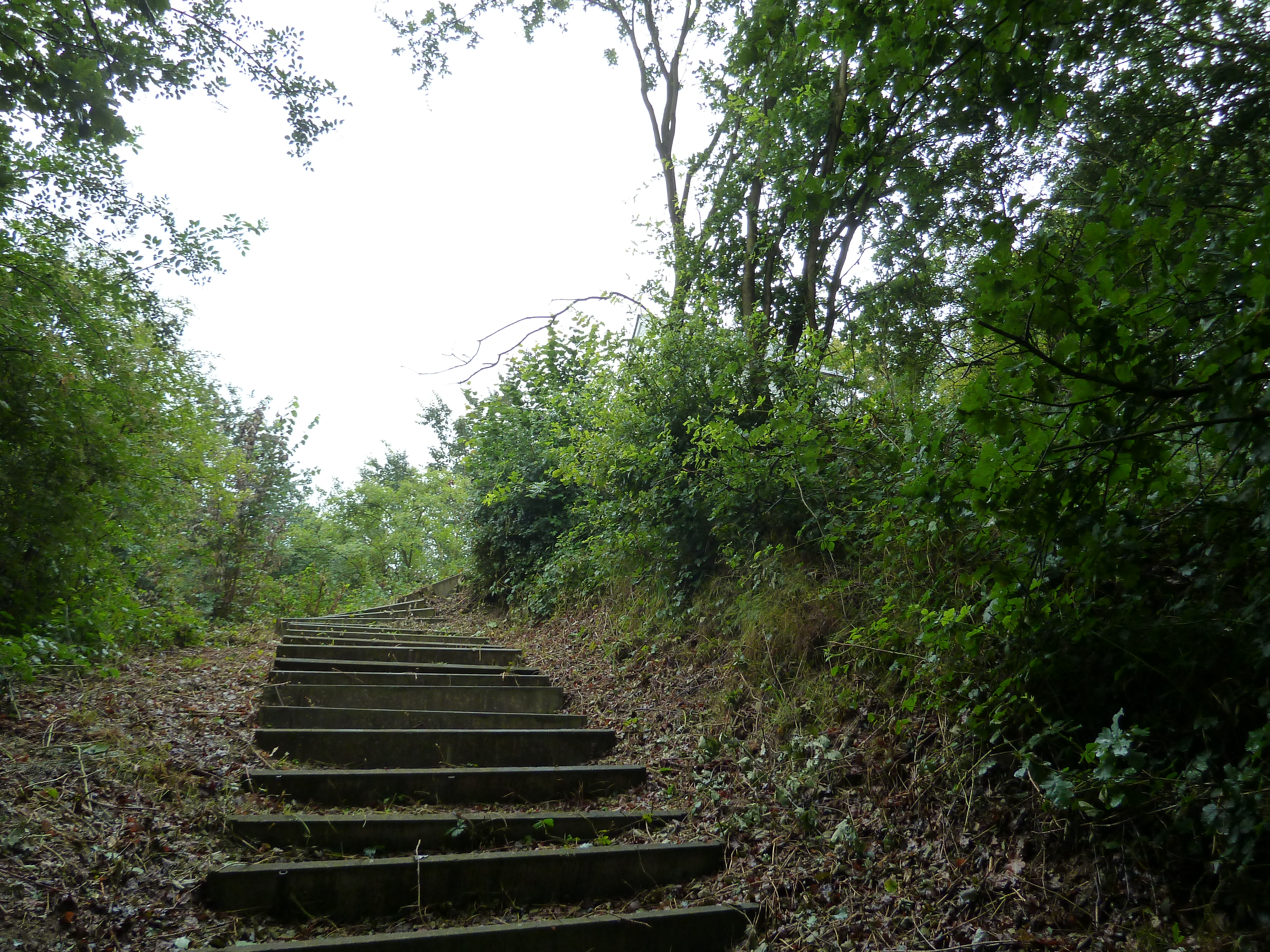
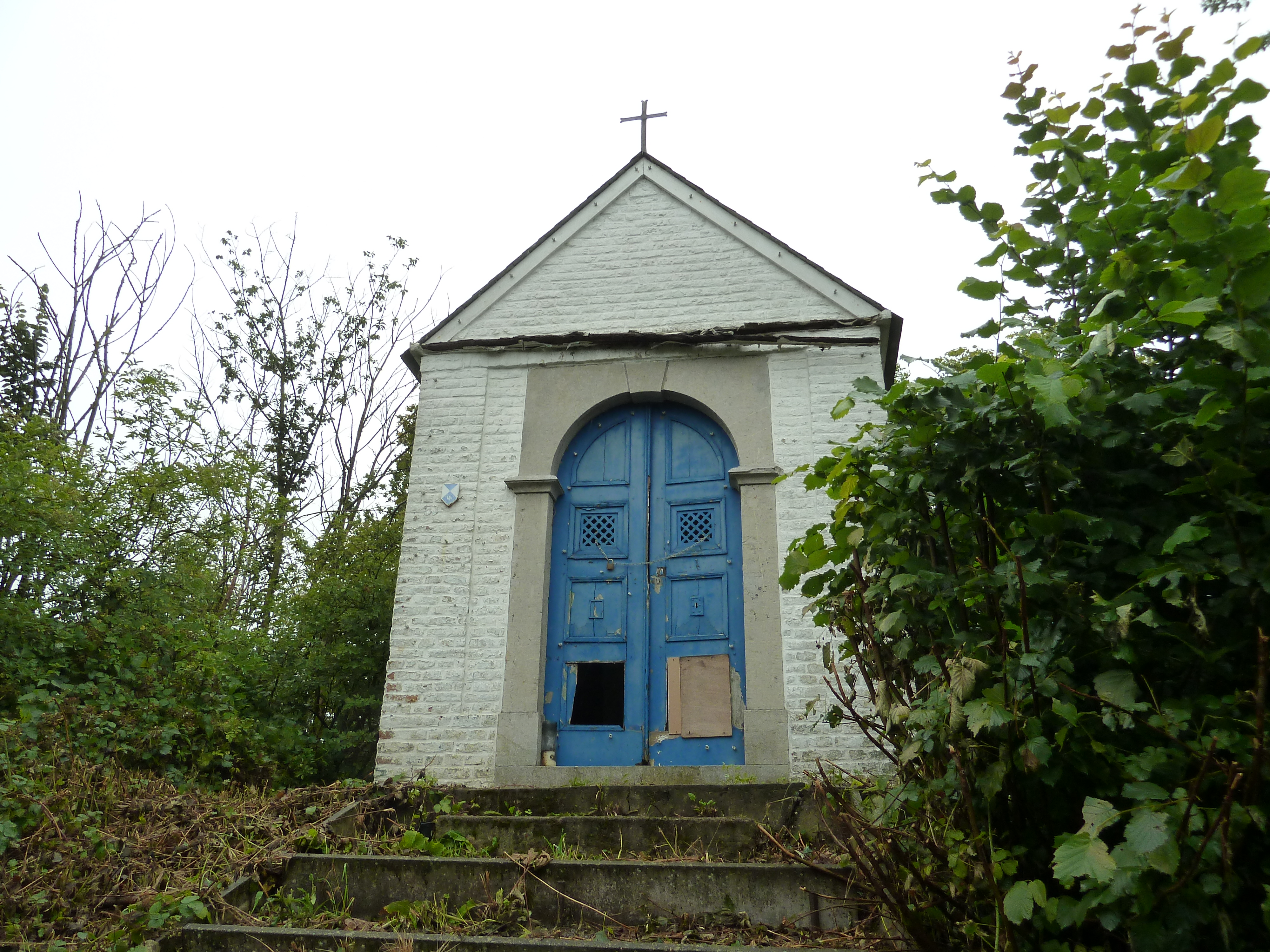